# Fernando Díaz de Mendoza y Valcárcel
Fernando Díaz de Mendoza y Valcárcel (Tobarra, Provincia de Albacete, 21 de agosto de 1810-Madrid, 5 de septiembre de 1886), VII conde de Balazote, IV conde de Lalaing y IV marqués de Fontanar (grande de España), fue un político español del siglo XIX.
Díaz de Mendoza era hijo de nobles, propietarios de tierras en las provincias de Murcia, Albacete y Valencia. Su padre, Cayetano Díaz de Mendoza y Lalaing, ejerció notable influencia política y social en la ciudad de Murcia. Su madre, Jerónima Valcárcel y Alfaro, que había nacido en Montiel (Ciudad Real), era hija del conde de Balazote, con numerosas posesiones en Montiel y Tobarra.
Casó el 26 de agosto de 1829 con María de la O de Uribe Yarza y Samaniego, marquesa de San Mamés, en la ciudad de Murcia, siendo más tarde su hijo mayor Mariano Díaz de Mendoza (1830-1907), quien daría origen a la saga de actores.	 	
Fernando Díaz de Mendoza dedicó gran parte de su vida a la política, resultando elegido diputado por Murcia en 1837, 1840, 1843 y 1844 por el Partido Moderado. Durante la Restauración fue senador por la provincia de Albacete en 1876 y 1877 y presidente del Casino de Madrid. Como senador vitalicio, en 1846 entró en el círculo de la reina Isabel II, quien en 1860 lo nombró su caballerizo mayor, puesto que ocupaba al llegar la Gloriosa, revolución que destronó a la reina.
Su nieto Fernando Díaz de Mendoza (1862-1930) dedicó toda su vida al teatro como actor y empresario y al ámbito de la cultura. Tras enviudar de su primera mujer, casó con la actriz María Guerrero. Por su parte, su bisnieto Luis Fernando Díaz de Mendoza Guerrero (1897-1942) destacó fundamentalmente en papeles dramáticos.
Fernando Díaz de Mendoza Valcárcel falleció el 5 de septiembre de 1885 en su casa de la calle de Fuencarral de Madrid.